# Außenstelle Olpe der LWL-Archäologie für Westfalen

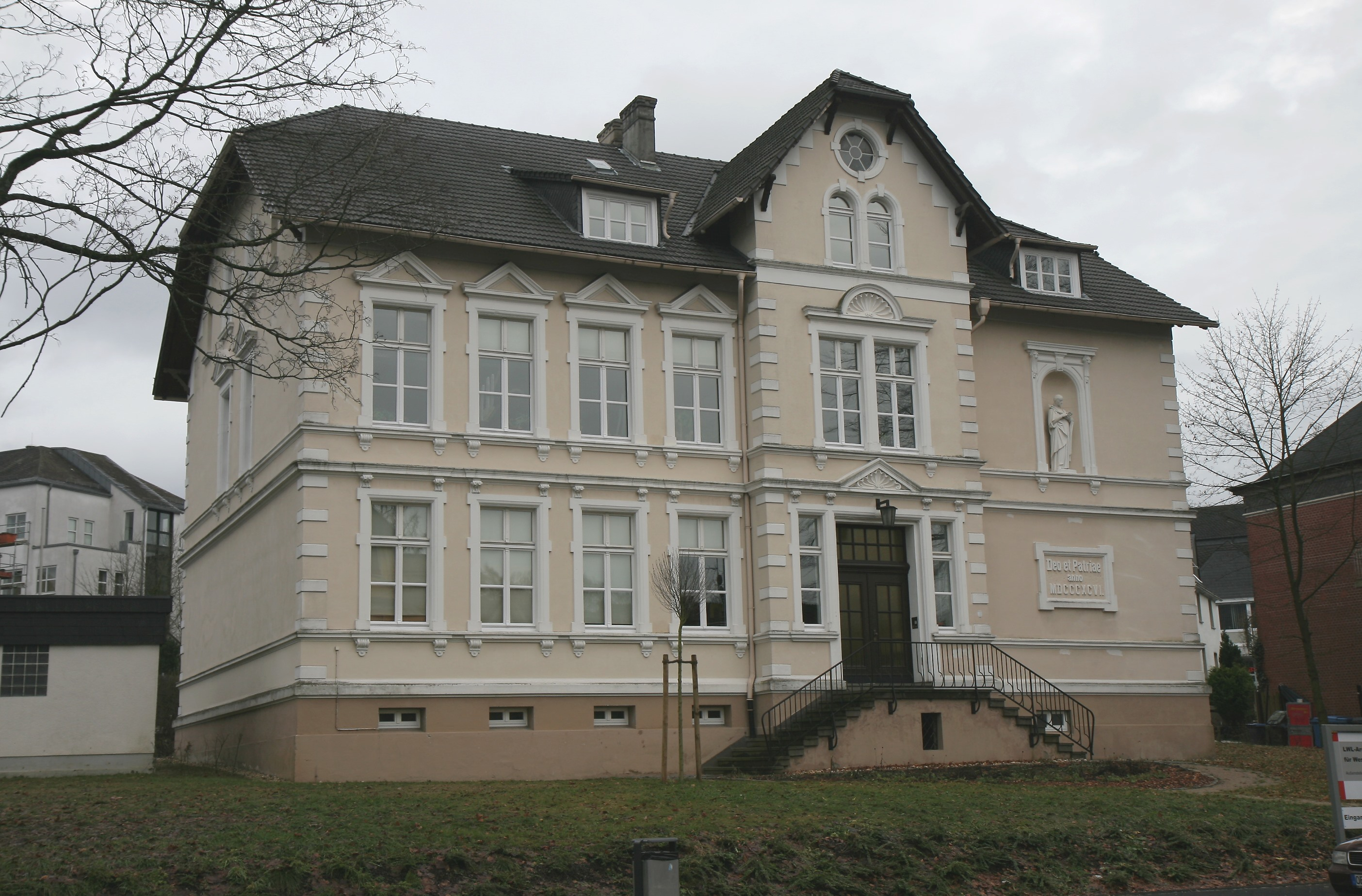
Dienstgebäude: In der Wüste 4

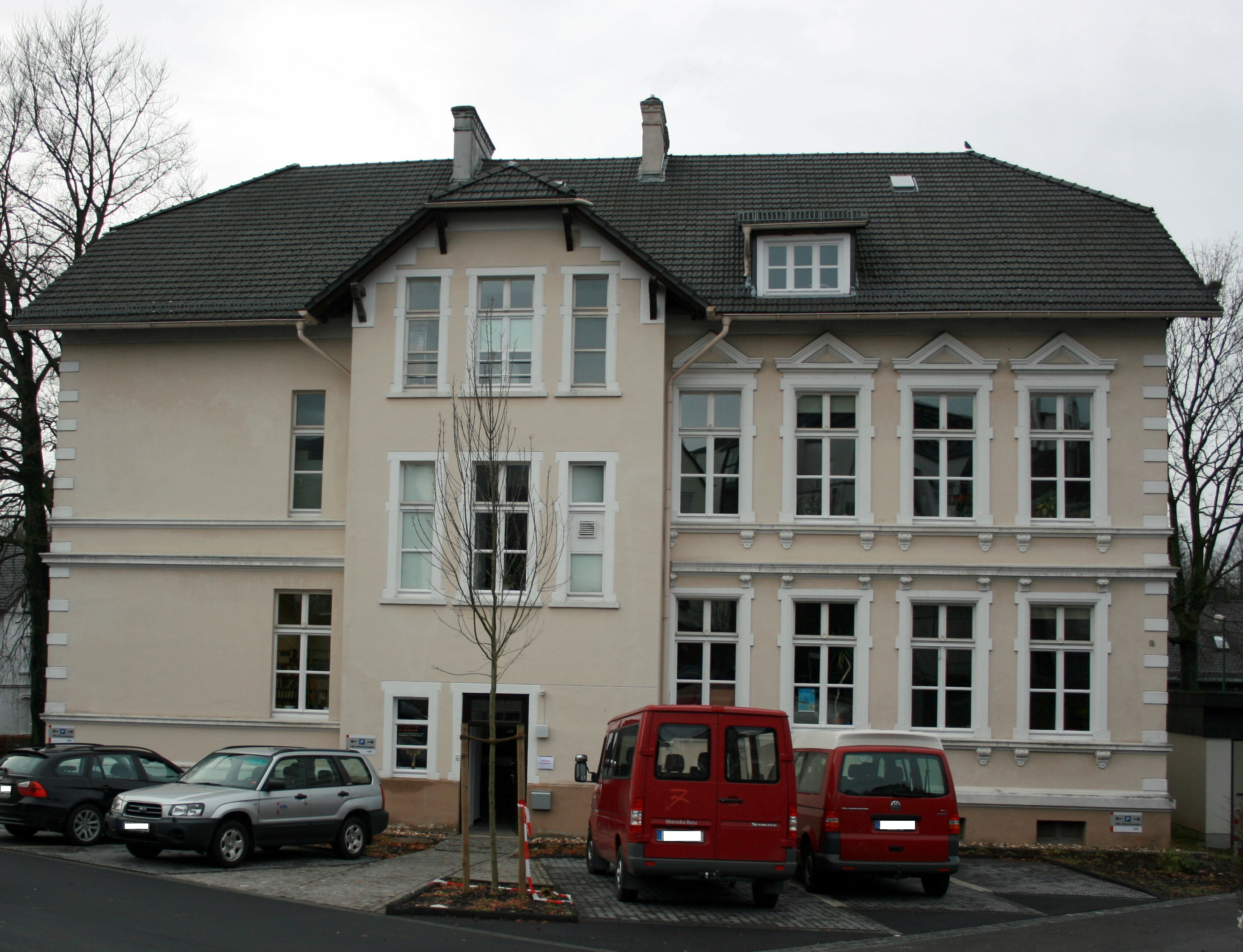
Rückansicht des Dienstgebäudes

Die Außenstelle Olpe der LWL-Archäologie für Westfalen ist für die archäologischen und paläontologische Belange der Denkmalpflege im Regierungsbezirk Arnsberg zuständig. Eingerichtet wurde die Außenstelle Olpe durch die LWL-Archäologie für Westfalen im Jahr 1980. 

## Räumlichkeiten
Die Außenstelle ist in einem seit dem 23. August 1983 denkmalgeschützten Gebäude an der Straße „In der Wüste“ untergebracht, das zwischen 1895 und 1897 als Putzbau entstanden ist. 
Früher befand sich in dem zweistöckigen Gebäude mit Dachgeschoss die Höhere Stadtschule mit acht Klassenräumen. In einer Nische des Gebäudes befindet sich die Statue des Heiligen Aloysius, des Patrons der studierenden Jugend.

## Aufgabengebiet
Die Außenstelle ist die Arbeitsstätte von 13 Mitarbeitern, die sich um die archäologischen und paläontologischen Belange der Denkmalpflege im Regierungsbezirk Arnsberg kümmern. 
Im Gebäude befinden sich unter anderem Werkstätten, verschiedene Lagerräume, Besprechungsräume, ein Kartenraum und eine Bibliothek. So genannte Neufunde werden zunächst in der Außenstelle angeliefert, wo sie dann erfasst, fotografiert und gegebenenfalls auch gereinigt werden. In den Anfängen der Außenstelle wurden die Objekte noch vorwiegend im Verhältnis 2:1 per Hand gezeichnet. Diese Arbeitsweise wurde jedoch mit der technischen Fortentwicklung weniger angewandt und kommt heute nur noch selten zum Einsatz. 
Einige Funde werden auch nach Münster in die Hauptstelle weitergeleitet. 
In der kartografischen Abteilung werden die Fundorte auf Karten festgehalten. Des Weiteren wird untersucht, ob sich das Fundstück in einer archäologisch wichtigen Umgebung befindet oder befand. Gerade bei laufenden Bauprojekten kann es für die Archäologen wichtig sein, schnell zu reagieren. Weiterhin dient die Kartografierung in der Außenstelle und die anschließende Publikation als Grundlage für eine Einordnung in den überregionalen Kontext der Arbeit. Die Bedeutung eines Fundstückes wird manchmal erst nach einem Vergleich klar.
Unterstützt wird die Außenstelle Olpe durch die eigenständigen Stadtarchäologien der Städte Dortmund und Soest.

## Leitung der Außenstelle
Leiter der Außenstelle ist Michael Baales, wissenschaftliche Referentin/Referent sind Eva Cichy und Manuel Zeiler.